# Nuvem funil

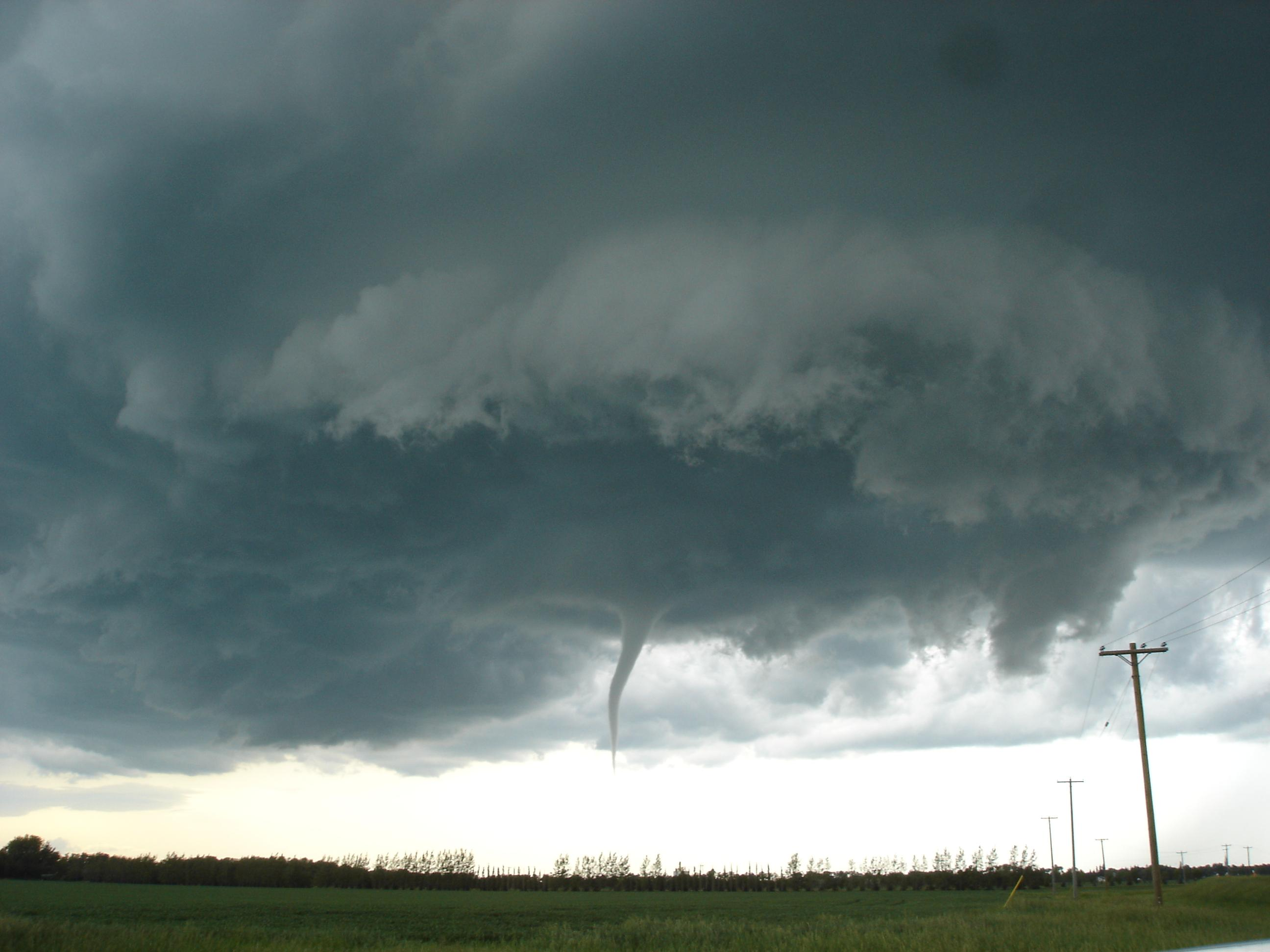
Uma nuvem funil que mais tarde se desenvolveu para se tornar um tornado confirmado, perto de Elie - Manitoba, Canadá.

Uma nuvem funil é uma nuvem em forma de funil de gotículas de água condensadas, associada a uma coluna rotativa de vento e que se estende desde a base de uma nuvem (geralmente um cumulonimbus ou uma nuvem cumulus imponente ), mas não atinge a superfície. Uma nuvem funil é geralmente visível como um cone ou uma agulha que se desprende da base da nuvem. Esse tipo de nuvem geralmente está associado à formação de tornados, podendo até mesmo provocar um landspout (ou uma nuvem de poeira).

## Formação
Uma nuvem funil se forma quando há a presença de um mesociclone no interior de uma supercélula ou nuvem cumulonimbus. O mesociclone é responsável pela rotação de uma coluna de ar ascendente dentro de uma nuvem supercelular. O movimento rotacional se origina a partir do encontro de fortes correntes de ar em direções opostas. É a partir desses movimentos que um tornado e, portanto, uma nuvem funil podem se formar, dependendo da intensidade dos ventos.